# Halma (Minnesota)
Halma és una població dels Estats Units a l'estat de Minnesota. Segons el cens del 2000 tenia 78 habitants.

## Demografia
Segons el cens del 2000, Halma tenia 78 habitants, 32 habitatges, i 23 famílies. La densitat de població era de 32,4 habitants per km².
Dels 32 habitatges en un 31,3% hi vivien nens de menys de 18 anys, en un 62,5% hi vivien parelles casades, en un 3,1% dones solteres, i en un 28,1% no eren unitats familiars. En el 25% dels habitatges hi vivien persones soles el 25% de les quals corresponia a persones de 65 anys o més que vivien soles. El nombre mitjà de persones vivint en cada habitatge era de 2,44 i el nombre mitjà de persones que vivien en cada família era de 2,78.
Per edats la població es repartia de la següent manera: un 28,2% tenia menys de 18 anys, un 6,4% entre 18 i 24, un 29,5% entre 25 i 44, un 24,4% de 45 a 60 i un 11,5% 65 anys o més.
L'edat mediana era de 33 anys. Per cada 100 dones de 18 o més anys hi havia 133,3 homes.
La renda mediana per habitatge era de 27.917 $ i la renda mediana per família de 28.750 $. Els homes tenien una renda mediana de 25.000 $ mentre que les dones 21.000 $. La renda per capita de la població era de 13.541 $. Cap de les famílies i el 5,7% de la població estaven per davall del llindar de pobresa.

## Poblacions més properes
El següent diagrama mostra les poblacions més properes.